# Disney Playmation
Disney Playmation est un système de jeu couplé entre des jouets, des accessoires portables par les joueurs et des applications informatique développé par Disney et Hasbro. Le principe du jeu est de garder les enfants actifs à la place de rester devant un écran. Le joueurs peuvent recevoir des missions au travers d'une application sur smartphone, suivre leur score et réalisation.

## Développement
Le 2 juin 2015, Disney présente le jeu Disney Playmation mélangeant jeu vidéo et éléments physiques en allant plus loin que les figurines de Disney Infinity avec un premier lot sur le thème d'Avengers,,,. Le 22 juillet 2015, Disney lance une campagne de démonstration et de pré-commande de Disney Playmation.
Le système de jeu a été lancé en octobre 2015 avec une gamme basée sur les Avengers de Marvel Comics,. D'autres gammes basée sur Star Wars et La reine des neiges sont prévues pour 2016 et 2017.

## Système de jeu
Le jeu est couplé à une application disponible sur Android et iOS

### Accessoires
- Gant répulseur (Iron Man)
- Poignet Gamma (Hulk)
- Station d'activation (similaire à Disney Infinity)
- Bot rôdeur (robot autonome qu'il faut retrouver)
- Base centrale

### Personnages
| Héros | Méchants                                                           |
| --- | ------------------------------------------------------------------ |
| - Captain America - Iron Man - Thor - Hulk - Black Widow - War Machine - Super Soldier Captain America - Hulkbuster - Falcon - Vision | - Ultron - MODOK - Iron Skull - Loki - Super Adaptoid - Ultron Bot |